# Marit ayin
Marit ayin (o maris ayin, in ebraico מראית עין‎?, "aspetto/apparenza all'occhio"), è un concetto della Halakhah (Legge ebraica). È considerato un concetto importante in quanto può portare al divieto di taluni atti, a seconda delle circostanze, che altrimenti potrebbero essere consentiti.
Marit ayin può essere definito come segue:
Evitare di fare qualcosa che possa far sorgere il sospetto di aver violato la Halakhah, o che qualcuno possa fraintendere, provocando in tal modo la violazione della Halakhah da parte di quest'ultimo.